# A2 Ethniki 1996-1997
L'A2 Ethniki 1996-1997 è stata la 36ª edizione della seconda divisione greca di pallacanestro maschile. L'11ª edizione con il nome di A2.

## Classifica finale
| #  | Teams                         | P  | V  | P  | Pt | Qualificate |
| -- | ----------------------------- | -- | -- | -- | -- | ----------- |
| 1  | Iraklio                       | 26 | 20 | 6  | 46 | Promozione  |
| 2  | A.O. Dafni                    | 26 | 20 | 6  | 46 | Promozione  |
| 3  | Ampelokīpoi                   | 26 | 17 | 9  | 43 |             |
| 4  | Maroussi B.C.                 | 26 | 13 | 13 | 39 |             |
| 5  | Olympia Larissa BC            | 26 | 13 | 13 | 39 |             |
| 6  | Ionikos Neas Filadelfeias BC  | 26 | 12 | 14 | 38 |             |
| 7  | Milōn                         | 26 | 12 | 14 | 38 |             |
| 8  | M.A.S. Filippos Thessalonikīs | 26 | 12 | 14 | 38 |             |
| 9  | A.O. Near East Kesariani      | 26 | 12 | 14 | 38 |             |
| 10 | KAE Īlysiakos                 | 26 | 12 | 14 | 38 |             |
| 11 | Esperos Kallithea             | 26 | 12 | 14 | 38 |             |
| 12 | MENT BC                       | 26 | 11 | 15 | 37 |             |
| 13 | Pagrati Atene                 | 26 | 11 | 15 | 37 | Retrocesse  |
| 14 | Iōnikos Nikaias               | 26 | 5  | 21 | 31 | Retrocesse  |